# Alḱ
Als Alḱ (armenisch für Schlucht oder Weltinneres) werden in der armenischen Mythologie böse Geister „mit gräßlichen Frauengesichtern“ bezeichnet, die zur Gruppe der Devs gehören.
Die Alḱ sind Feinde allen Lebens und fügen sowohl Neugeborenen als auch Ungeborenen Schaden zu.